# Jon Dette
Jonathan Dette (Nascido em 19 de abril de 1970)  é um baterista norte-americano de heavy metal, conhecido por ter tocado com as bandas Testament e Slayer.
Em 1994, John Tempesta deixou o Testament para juntar-se ao White Zombie e foi substituído por Dette, que abandonou a banda em 1996 e juntou-se ao Slayer após a saída de Paul Bostaph, sendo que ficou no Slayer somente até o ano seguinte. Em 2011, juntou-se ao projeto Animetal USA, com Michael Vescera (vocais), Chris Impellitteri (guitarra) e Rudy Sarzo (baixo). Desde 2012 vem fazendo apresentações ao vivo com o Anthrax.
Em 22 de fevereiro de 2013 o Slayer anunciou a saída do baterista Dave Lombardo, o que possibilitou a volta de Jon Dette novamente à banda americana de thrash metal, que confirmou em comunicado oficial volta de Jon Dette, sendo o substituto de Lombardo na turnê da banda pela Austrália. Após passar rapidamente pelo norte-americano Iced Earth em 2013, Jon Dette agora integra o Impellitteri, com quem acaba de lançar sue primeiro disco de estúdio da carreira.

## Discografia
Testament
- Live at the Fillmore (1995)

Impellitteri
- Venom (2015)